# Michal Ranko
Michal Ranko (ur. 19 lutego 1994) – słowacki piłkarz występujący na pozycji obrońcy.

## Kariera klubowa
Karierę piłkarską rozpoczął w swoim rodzinnym mieście, w zespole AS Trenčín. Następnie przebywał na wypożyczeniu w MFK Dubnica, FK Slovan Nemšová, AFC Nové Mesto nad Váhom i FC ViOn Zlaté Moravce. W lutym 2017 został wypożyczony do końca sezonu do zespołu słowackiej ekstraklasy – FK Senica, zaś w lipcu 2017 podpisał stały kontrakt z tym klubem. Łącznie w Fortuna liga rozegrał 43 mecze, w których strzelił 3 bramki.
26 lipca 2018 został zawodnikiem Motoru Lublin.